# Xavier Robilliard
Xavier Robilliard (né le 13 juin 1967 à Rennes) est un athlète français, spécialiste du saut en hauteur.

## Biographie
Il est sacré champion de France du saut en hauteur en 1993 et champion de France en salle en 1992.
Il participe aux championnats du monde d'athlétisme 1993 mais ne franchit pas le cap des qualifications.
Son record personnel au saut en hauteur, établi en 1993 à Vénissieux, est de 2,28 m.